# Britanske ekspedicijske snage
Britanske ekspedicijske snage (BEF) je ima dano za Britanske snage u Europi od 1939. – 1940. godine tijekom Drugog svjetskog rata. Pod zapovjedništvom generala Lorda Gorta, BEF je sačinjavao samo desetinu savezničkih snaga.
Formiranje BEF-a je počelo tijekom 1938. nakon njemačkog pripajanja  Austrije Trećem Reichu u ožujku 1938. godine. Nakon što su Velika Britanija i Francuska obećale da će braniti Poljsku rat je objavljen 3. rujna 1939. godine.
BEF je počeo stizati u Francusku odmah nakon objave rata i bio je uglavnom raspoređen na Belgijsko-francuskoj granici tijekom "lažnog rata" do svibnja 1940. BEF nije sudjelovao u borbenim djelovanjima sve do 10.5.1940. kada je započela Bitka za Francusku. Nakon početka bitke bio je prisiljen na uzmak kroz Francusku do obale, odakle je evakuiran u nekoliko operacija iz luka na obali La Mancha, najviše iz Dunkerqua.

## Pozadina formiranja
Prvi izvještaji o formiranju nekih snaga koje bi odgovarale BEF-u sežu u 1936. godinu, kada se radilo na reorganiziranju britanskih oružanih snaga i proširivanju teritorijalne obrane, jer se uvidjelo da izum zrakoplova ima dalekosežne posljedice na sigurnost zemlje.